# Новомакинский сельсовет
Новомакинский сельсовет  — административно-территориальная единица и муниципальное образование со статусом сельского поселения в Сулейман-Стальском районе Дагестана Российской Федерации.
Административный центр — село Новая Мака.

## Население
| 2002  | 2010  | 2012  | 2013  | 2014  | 2015  | 2016  |
| ----- | ----- | ----- | ----- | ----- | ----- | ----- |
| 5139  | ↘4604 | ↗4666 | ↘4641 | ↘4629 | ↘4599 | ↗4610 |
| 2017  | 2018  | 2019  | 2020  | 2021  | 2023  | 2024  |
| ↘4523 | ↘4495 | ↘4449 | ↗4456 | ↗4719 | ↘4694 | ↘4680 |
| 2025  |       |       |       |       |       |       |
| ↗4817 |       |       |       |       |       |       |

## Состав
| № | Населённый пункт | Тип населённого пункта       | Население |
| - | ---------------- | ---------------------------- | --------- |
| 1 | Новая Мака       | село, административный центр | ↗3791     |
| 2 | Чухверкент       | село                         | ↗928      |